# Kséniya Pervak
Kséniya Yúrievna Pervak (también escrito Ksenia Pervak; en ruso: Ксения Юрьевна Первак; Cheliábinsk, Rusia, 27 de mayo de 1991) es una jugadora zurda de tenis rusa nacionalizada kazaja. En 2009 fue la campeona junior del Abierto de Australia derrotando en la final a la británica Laura Robson 6-3 6-1.

## Vida personal
Es una jugadora zurda cuya superficie favorita es la tierra batida y el cemento. Actualmente es entrenada por Vladímir Platenik. Sus ídolos son Steffi Graf y Anastasia Mýskina.
Desde 2012, esta jugadora, defiende los colores de la bandera de Kazajistán, debido a que aspira participar en los Juegos Olímpicos.

## Títulos WTA (1)

### Individuales (1)
| Leyenda                    |
| Grand Slam (0)             |
| Juegos Olímpicos (0)       |
| WTA Tour Championships (0) |
| WTA Elite Trophy (0)       |
| Premier Mandatory (0)      |
| Premier 5 (0)              |
| Premier (0)                |
| International (1)          |

| N.º | Fecha                    | Torneo   | Superficie | Oponente en la final | Resultado |
| 1.  | 17 de septiembre de 2011 | Tashkent | Dura       | Eva Birnerova        | 6-3, 6-1  |

#### Finalista en Individuales (1)
| N.º | Fecha               | Torneo | Superficie | Oponente en la final | Resultado |
| 1.  | 24 de julio de 2011 | Bakú   | Dura       | Vera Zvonariova      | 1-6, 4-6  |

## Títulos ITF (12; 7+5)

### Individuales (7)
| N.º | Fecha                    | Torneo              | Superficie    | Oponente           | Marcador      |
| --- | ------------------------ | ------------------- | ------------- | ------------------ | ------------- |
| 1.  | 30 de septiembre de 2007 | Batumi, Georgia     | Dura          | Corinna Dentoni    | 6–4, 6–3      |
| 2.  | 17 de agosto de 2008     | Penza, Rusia        | Tierra batida | Sofia Shapatava    | 6–4, 6–1      |
| 3.  | 23 de agosto de 2008     | Moscú, Rusia        | Tierra batida | Yelena Kulikova    | 3–6, 6–3, 6–1 |
| 4.  | 8 de agosto de 2009      | Moscú, Rusia        | Tierra batida | Yekaterina Ivanova | 4–6, 6–4, 6–2 |
| 5.  | 15 de agosto de 2009     | Moscú, Rusia        | Tierra batida | Yekaterina Ivanova | 6–0, 6–2      |
| 6.  | 3 de octubre de 2009     | Helsinki, Finlandia | Dura          | Stéphanie Foretz   | 6–4, 6–2      |
| 7.  | 4 de julio de 2010       | Toruń, Polonia      | Tierra batida | Magda Linette      | 6–4, 6–1      |

### Finalista (5)
| N.º | Fecha                   | Torneo            | Superficie    | Oponente en la final  | Resultado     |
| --- | ----------------------- | ----------------- | ------------- | --------------------- | ------------- |
| 1.  | 19 de mayo de 2008      | Moscú, Rusia      | Tierra batida | Nina Brátchikova      | 3–6, 6–1, 7–5 |
| 2.  | 8 de septiembre de 2008 | Ruse, Bulgaria    | Tierra batida | Lenka Wienerová       | 6–4, 6–4      |
| 3.  | 20 de octubre de 2008   | Podolsk, Rusia    | Moqueta       | Alisa Kleibánova      | 7–6(7–5), 6–0 |
| 4.  | 31 de agosto de 2009    | Katowice, Polonia | Tierra batida | Camila Giorgi         | 6–2, 6–3      |
| 5.  | 7 de septiembre de 2009 | Denain, Francia   | Tierra batida | Stéphanie Cohen-Aloro | 6–3, 6–4      |

### Dobles: 5 (3-2)

#### Títulos (3)
| N.º | Fecha                    | Torneo             | Superficie    | Pareja            | Oponentes                            | Marcador              |
| --- | ------------------------ | ------------------ | ------------- | ----------------- | ------------------------------------ | --------------------- |
| 1.  | 12 de septiembre de 2008 | Ruse, Bulgaria     | Tierra batida | Aleksandra Panova | Vitalia Diachenko Yevguenia Pashkova | 6–2, 6–7(5–7), [10–5] |
| 2.  | 9 de noviembre de 2008   | Ismaning, Alemania | Moqueta       | Oksana Liubtsova  | Julia Görges Laura Siegemund         | 6–2, 4–6, [10–7]      |
| 3.  | 3 de abril de 2010       | Janti-Mansi, Rusia | Moqueta       | Aleksandra Panova | Nadia Kichenok Liudmila Kichenok     | 7–6(9–7), 2–6, [10–7] |

#### Finalista (2)
| N.º | Fecha                 | Torneo             | Superficie    | Pareja            | Oponentes                           | Marcador      |
| --- | --------------------- | ------------------ | ------------- | ----------------- | ----------------------------------- | ------------- |
| 1.  | 14 de febrero de 2010 | Pattaya, Tailandia | Dura          | Anna Chakvetadze  | Marina Erakovic Tamarine Tanasugarn | 7–5, 6–1      |
| 2.  | 5 de junio de 2010    | Maribor, Eslovenia | Tierra batida | Aleksandra Panova | Andreja Klepač Tadeja Majerič       | 6–3, 7–6(8–6) |